# 自由度 (物理学)
在力學裡，自由度（英語：degrees of freedom）指的是力學系統的獨立坐標的总數。
例如，一個質點在三維空間中的運動，可由笛卡爾坐標系的 {\displaystyle x,\ y,\ z\,\!} 或球坐標系的 {\displaystyle r,\ \theta ,\ \phi \,\!} 来描述。无论选择什么坐标系，獨立坐標的数量总是确定的，这个定量3即为该质点的自由度。一般而言，{\displaystyle N\,\!} 個質點組成的系統由 {\displaystyle 3N\,\!}個坐標來描述。但系統中常常存在著各種約束，使得這 {\displaystyle 3N\,\!} 個坐標並不都是互相獨立的。對於 {\displaystyle N\,\!} 個質點組成的力學系統，若存在 {\displaystyle m\,\!} 個完整約束，則系統的自由度被扣除為 {\displaystyle S=3N-m\,\!} .
研究许多气体分子时，一般又将它们所构成系统的自由度再细分为平移、轉動及振動三类。

## 举例说明

### 例一
運動於平面的一質點，由笛卡爾坐標系的 {\displaystyle x,\ y} 两坐标描述，故自由度为2。

### 例二
证明：空間中的两質點，以刚性、不可伸缩的直线連接。其总自由度为5。
方法一：（倒扣法）
{\displaystyle {\begin{aligned}S&=3\times 2-1=5\end{aligned}}}
其中，“3”表示每個質點的可位移方向的数量，“3×2”表示2個質點的可位移方向数。但由于有一條線的約束，两质点绕质心的转动自由度由3（绕 {\displaystyle x,\ y,\ z\,\!} 轴转）变为2（两质点自己压在一个轴上，假设是x轴。x轴绕着x轴转，等于没转，故“扣”掉“1”个自由度）。
方法二：（气体分子法）
{\displaystyle {\begin{aligned}S=3+2+0=5\end{aligned}}}
这式子意味着两质点平动的“3”个方向为 {\displaystyle x,\ y,\ z\,\!} ；两质点的转动自由度为“2”（理由同上，3−1）；两质点不可在刚性、不可伸缩的线的方向上振动，故振动自由度为“0”。

## 參閱
- 完整系統
- 廣義坐標